# Maurice Wilder-Neligan
Vous lisez un « bon article » labellisé en 2018.
Maurice Wilder-Neligan, né Maurice Neligan le 4 octobre 1882 et mort le 10 janvier 1923, est un militaire australien d'origine britannique qui a commandé le 10e bataillon d'Australie-Méridionale pendant les dernières phases de la Première Guerre mondiale. 
Élevé et éduqué au Royaume-Uni, il sert brièvement en tant que soldat au sein du Royal Horse Artillery à Londres, puis il effectue un voyage en Australie et trouve un travail dans le Queensland. Il s'enrôle dans l'Australian Imperial Force (AIF) à Townsville le 20 août 1914, sous le nom de Maurice Wilder et donne Auckland (en Nouvelle-Zélande) comme lieu de naissance. En tant que sergent du 9e bataillon au moment du débarquement de la baie ANZAC en avril 1915, il reçoit la Distinguished Conduct Medal, la deuxième plus haute distinction du Commonwealth décernée pour acte de bravoure. Il est rapidement hissé au rang d'officier, et atteint temporairement le grade de capitaine avant la fin de la bataille des Dardanelles. C'est pendant son séjour à Gallipoli qu'il change officiellement son nom en Wilder-Neligan, période pendant laquelle il est victime d'une blessure de guerre.
Arrivé sur le front de l'Ouest avec le grade de capitaine, il mène un raid « des plus brillants » contre les tranchées allemandes près de Fleurbaix et, bien que grièvement blessé à la tête, il tient son commandement jusqu'à ce que l'opération soit terminée avec succès. En récompense, il est nommé compagnon de l'ordre du Service distingué, la deuxième plus haute distinction britannique décernée pour acte de bravoure. Lorsqu'il sort de l'hôpital, il est promu major et prend temporairement le commandement de son bataillon durant la bataille d'Arras, en mai 1917. En juillet, il est promu lieutenant-colonel et nommé commandant du 10e bataillon. Il dirige cette unité pendant la bataille de la route de Menin en septembre avant d'être nommé compagnon de l'ordre de Saint-Michel et Saint-Georges en juin 1918. Pour ses efforts de guerre durant la prise de Merris en juillet, il est encore honoré pour actes de bravoure. Il continue de diriger son bataillon tout au long de l'offensive des Cent-Jours jusqu'à l'armistice de 1918. Pendant la guerre, à part les distinctions déjà mentionnées, il reçoit la croix de guerre française en plus de cinq citations militaires britanniques.
Après la guerre, il revient en Australie. En mars 1921, il est transféré avec le grade de lieutenant dans la Force expéditionnaire terrestre et navale australienne, qui occupe alors le territoire de l'ancienne Nouvelle-Guinée allemande. Il y travaille en tant qu'adjoint du district officer de la garnison de Rabaul. Il  meurt subitement durant la nuit du 9 au 10 janvier 1923 en Nouvelle-Bretagne à l'âge de quarante ans, probablement à la suite des complications de ses blessures de guerre. Souvent considéré comme excentrique, il est aussi vu comme un tacticien habile, un logisticien doué et fort apprécié pour le traitement des soldats sous son commandement. 

## Jeunesse
Né Maurice Neligan le 4 octobre 1882, il est le fils du chanoine John West Neligan et de son épouse Charlotte, née Putland. Son frère aîné, le révérend Moore Neligan, est l'évêque anglican d'Auckland, en Nouvelle-Zélande, de 1903 à 1910. Maurice fréquente la Queen Elizabeth's Grammar School et la Bedford Grammar School.
Le 18 février 1905, il se marie à Londres avec une femme divorcée, Frances Jane Wyatt. En 1908, il est convoqué par la justice dans le cadre d'une procédure de faillite, croulant alors sous une dette d'environ 5 500 livres sterling. Au cours de l'audience, il déclare avoir été en mer pendant la période 1898-1902 et au chômage depuis son retour au pays, bien qu'il ait essayé de trouver du travail pendant son passage à Ceylan vers la fin de l'année précédente. Il s'enrôle alors dans la Royal Horse Artillery en septembre 1910, après avoir abaissé son âge et donné Auckland comme lieu de naissance. Il sert comme soldat pendant un an avant de quitter sa femme et son enfant qui habitent sur Park Lane et part pour Sydney, en Australie. Au cours des années qui précèdent le déclenchement de la Première Guerre mondiale, il travaille comme commis dans un moulin à canne à sucre à Proserpine (Queensland) et, ce faisant, s'installe à l'hôtel Kelly's Club dans la ville de Brandon,,.

## Première Guerre mondiale
Neligan s'engage dans la First Australian Imperial Force (AIF) à Townsville le 20 août 1914, cette-fois sous le nom de Maurice Wilder, avec à nouveau Auckland comme lieu de naissance. L'AIF est créée en tant que force expéditionnaire australienne pour contribuer à la guerre, car l'Armée de réserve australienne se limite à l'époque à la défense intérieure du pays, en vertu de la loi sur la Défense de 1903. Il tente d'abord de s'enrôler sous ses vrais nom et âge en affirmant au recruteur qu'il est marié et a un enfant. Lorsqu'on lui dit que la plupart des volontaires sont de jeunes célibataires, il se joint simplement à une autre file d'attente devant un autre recruteur, et donne le nom de Wilder en affirmant qu'il est célibataire. Avec le grade de soldat, il est affecté au 9e bataillon de la 3e brigade, qui fait partie de la 1re division, et reçoit le numéro régimentaire 974. En trois semaines, il est promu caporal suppléant et, à la fin du mois de septembre, obtient le grade de caporal. Le bataillon s'embarque le mois suivant vers l'Égypte à bord du Themistocles, via Albany, en Australie-Occidentale et atteint sa destination au début du mois de décembre. Le 1er janvier 1915, Wilder est promu au grade de sergent, puis il est affecté comme orderly room sergeant (ORS, assistant d'un adjudant) du bataillon,.

### Bataille des Dardanelles

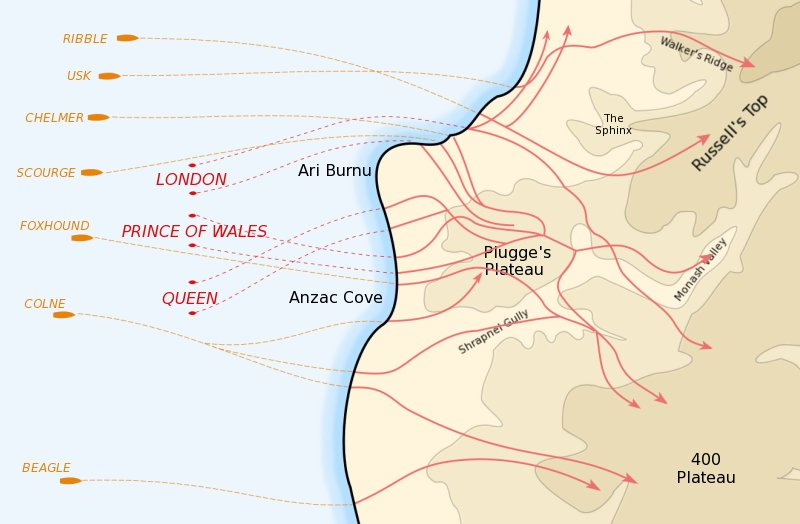
Premières vagues de troupes australiennes lors du débarquement de la baie ANZAC.

Après une formation complémentaire, la 3e brigade est désignée comme l'unité de première vague du débarquement de la baie ANZAC dans la péninsule de Gallipoli, le 25 avril 1915. La brigade atteint la terre ferme vers 4 h 30. Vers 9 heures, Wilder tient le poste d'adjudant de bataillon, et aide le commandant intérimaire à organiser et diriger l'unité. Au lendemain du débarquement, il est récompensé de la Distinguished Conduct Medal, deuxième plus haute distinction du Commonwealth décernée pour acte de bravoure. La citation se lit comme suit :
« For conspicuous gallantry on 26 April 1915, near Gaba Tepe. Assisted by another non-commissioned officer, who was subsequently killed, he carried a wounded man into a place of safety under very heavy fire. Later on he was instrumental in collecting stragglers, who he led back into the firing-line »
« Pour acte de bravoure remarquable le 26 avril 1915, près de Gaba Tepe. Avec l'aide d'un autre sous-officier, qui par la suite a été tué, il a transporté un blessé dans un lieu sûr sous le feu intense de l'ennemi. Plus tard, il joue un rôle important en mettant à l'abri les soldats séparés de leurs unités. »

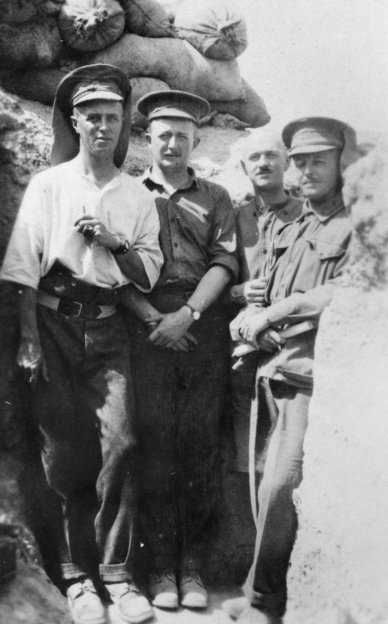
Wilder (deuxième en partant de la gauche) avec des officiers du 9e bataillon à Gallipoli.

En raison de la pénurie d'officier, il est nommé sous-lieutenant trois jours après le débarquement. Avec le reste de la 3e brigade, le 9e bataillon défend la tête de pont de l'ANZAC au cours des mois suivants en patrouillant autour des différents postes et tranchées. Lors de la contre-attaque turque du 19 mai, Wilder démontre sa « capacité à commander dans une situation difficile ». Dans la nuit du 27 mai, il mène 63 soldats du bataillon dans un raid contre une position turque au sud du périmètre de la tête de pont, près de Gaba Tepe. Le destroyer HMS Rattlesnake utilise son projecteur afin de localiser la tranchée cible, puis fait feu avec vingt coups de canon. Wilder mène alors ses troupes vers la position turque, où ils tuent six soldats ottomans à la baïonnette, en capturent un et retournent dans les lignes australiennes sans subir de pertes,. Selon son biographe, Alec Hill, le succès du raid est en grande partie assuré par une planification minutieuse de Wilder. Blessé au début du mois de juin, il est évacué pour raison sanitaire en Égypte. Au début du mois d'août, il quitte l'hôpital et retourne dans son unité ; durant cette période il est promu lieutenant. Le même mois, il obtient une première citation militaire.
Vers le milieu du mois de septembre 1915, il est nommé adjudant, puis capitaine à titre temporaire. En octobre, il change définitivement son nom en Wilder-Neligan. Jusqu'en novembre, Wilder-Neligan et le 9e bataillon restent au bord de la baie ANZAC avant leur évacuation en Égypte,. Sur ce nouveau théâtre d'opérations, le 9e bataillon est stationné sur la ligne de front dans le désert près du canal de Suez. En mars 1916 Wilder-Neligan reçoit la confirmation définitive de sa nomination au grade de capitaine, juste avant le départ du 9e bataillon d'Alexandrie pour la France et le front de l'Ouest à la fin du mois.

### Front de l'Ouest
Pour un article plus général, voir Front de l'Ouest (Première Guerre mondiale).

#### Raid sur Fleurbaix

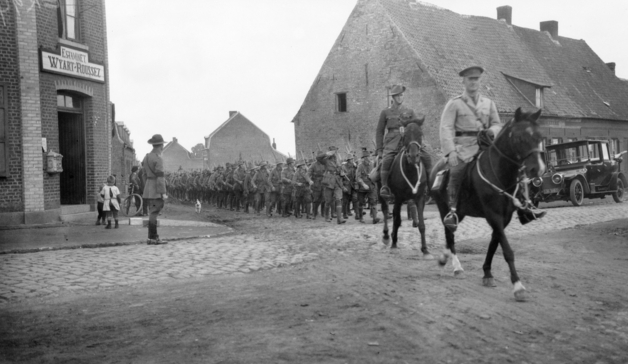
Wilder-Neligan (à cheval, en tête) conduisant son bataillon à Hazebrouck le 10 août 1917.

Peu de temps après l'arrivée de son unité en France, Wilder-Neligan planifie un raid important près de Fleurbaix. Il prépare minutieusement ses hommes avant de lancer les offensives durant les nuits du 1er et 2 juillet. Il s'agit d'un raid « silencieux », mené sans bombardement préliminaire, contre des cibles allemandes. Wilder-Neligan divise ses 148 soldats en trois groupes et leur ordonne de pénétrer les tranchées allemandes à environ 180 mètres d'intervalle pour éviter les tirs en enfilade. Il entraîne lui-même son équipe durant les jours précédents l'opération. Le soir du raid, l'équipe menée par Wilder-Neligan couvre le bruit de l'avancée des autres groupes vers le no man's land par des tirs de mitrailleuses. Lorsqu'ils sont proches de l'objectif, Wilder-Neligan demande l'aide d'une unité de soutien près des tranchées allemandes, qui immédiatement mitraille les flancs ennemis. Les soldats se précipitent alors vers l'avant, pénètrent dans les tranchées allemandes et engagent de violents combats. Lors de la dernière ruée, Wilder-Neligan croise un poste d'observation allemand. Il tue deux des trois soldats qui l'occupent, mais le troisième parvient à lancer une grenade à main qui le blesse grièvement à l'épaule et à la tête, lui fracturant le crâne. Malgré ses blessures, il continue de diriger son groupe jusqu'à son retour sans dans les lignes australiennes. Au cours du raid, les trois équipes tuent 14 Allemands, en blessent 40 et en capturent 25, avec une perte de sept morts et 26 blessés,. L'historien de guerre australien Charles Bean qualifie cette action de « peut-être le plus brillant raid que les Australiens ont entrepris à cette époque, ». Le succès de l'opération est récompensé par la nomination de Wilder-Neligan au titre de compagnon de l'ordre du Service distingué, la deuxième plus haute distinction britannique pour acte de bravoure. La citation se lit comme suit : 
« For conspicuous gallantry when commanding a raid in force. His careful training and fine leading were responsible for the successes attained. Fifty-three of the enemy were killed and prisoners taken, besides a machine gun, many rifles, and much equipment. Though wounded in the head he stuck to his command. »
« Pour bravoure remarquable lors du commandement d'un raid. Ses préparatifs minutieux et son sens aigu de la directive ont été à l'origine des succès remportés. Cinquante-trois soldats ennemis ont été tués et des prisonniers capturés. Une mitrailleuse, de nombreux fusils et beaucoup d'autres équipements ont été saisis. Bien que blessé à la tête, il a insisté pour tenir son commandement. »

#### À la tête du9ebataillon
Évacué au Royaume-Uni pour être soigné, il ne retourne dans son unité qu'en octobre, période pendant laquelle il est promu major. En novembre, il est cité pour « services distingués avec dévouement, ». Le 9e bataillon est en outre maintenu sur la ligne de front durant le pire hiver européen depuis 40 ans. Le 24 février, Wilder-Neligan entraîne ses troupes en vue d'un autre raid sur une position allemande nommée The Maze, qui se trouve au sud du hameau de Le Barque (commune de Ligny-Thilloy), mais les troupes allemandes se retirent finalement de cette position. Avec la 3e brigade, le 9e bataillon avance rapidement vers le village et élimine quelques poches isolées de résistance. Par la suite, le bataillon poursuit les Allemands qui se replient vers la ligne Hindenburg. Au milieu du mois d'avril, une partie du 9e bataillon subit une contre-attaque d'envergure allemande à Lagnicourt-Marcel.
Wilder-Neligan est nommé commandant du 9e bataillon à titre temporaire pendant la deuxième bataille pour Bullecourt, dans le cadre de la bataille d'Arras, en 1917. En vue d'une attaque contre les retranchements allemands connus sous le nom d'O.G. 1 et O.G. 2, le 9e bataillon est placé sous le commandement de la 1re brigade. Avant l'attaque, il s'arrange pour que ses hommes apportent des fils de fer, des piquets, des grenades à main ainsi que d'autres équipements et outils près du point de rassemblement du bataillon. Il s'assure ensuite que les lignes téléphoniques soient posées le plus en avant possible, puis effectue un briefing avec ses commandants de compagnie d'attaques et de compagnies de soutien. Les combats sont acharnés dans les deux tranchées lors de l'offensive menée par le 9e bataillon, et les Queenslanders repoussent finalement les Allemands, malgré le tir de barrage. Pendant le combat, l'unité perd 160 hommes, la plupart victimes des bombardements. Pour ses actions à Bullecourt, Wilder-Neligan est recommandé pour l'ordre de la Couronne, bien qu'il n'y a aucune trace d'une nomination à cet ordre.

#### 10ebataillon

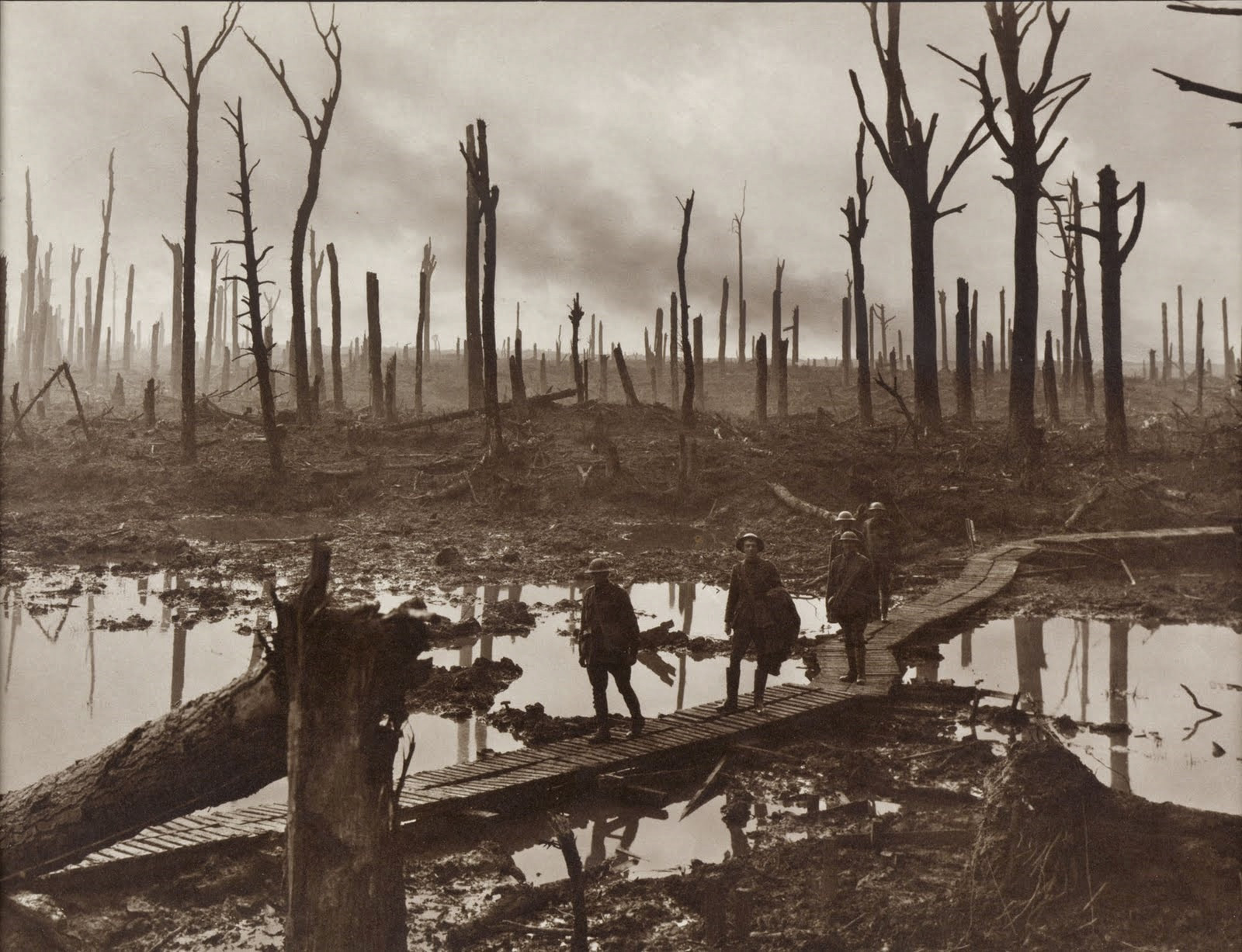
Artilleurs australiens pendant la bataille de Passchendaele.

Le 23 juin 1917, il est temporairement placé à la tête de l'unité sœur de la 3e brigade, le 10e bataillon, formé en Australie-Méridionale,. Il retourne brièvement avec le 9e bataillon à partir du 6 juillet avant d'être officiellement nommé à la tête du 10e bataillon avec le grade de lieutenant-colonel, le 15 juillet,. Cette promotion est assez exceptionnelle, car Wilder-Neligan est le plus jeune des 40 majors de l'AIF.

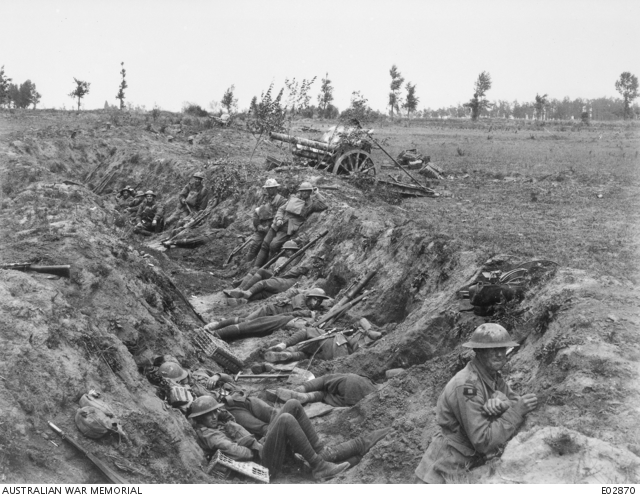
Les troupes du 10e bataillon lors de la prise de Lihons.

En septembre 1917, les troupes australiennes sont engagées dans la bataille de Passchendaele. À la tête du 10e bataillon, Wilder-Neligan participe dans ce cadre à la bataille de la route de Menin le 20 septembre. Durant la planification initiale de cette offensive, le 10e bataillon est engagé dans la troisième phase de l'attaque de la 3e brigade. Avant l'attaque, Wilder-Neligan divise son unité en deux compagnies d'assaut spécialement entraînées, soutenues par deux autres chargées du transport du ravitaillement en munitions et du nettoyage des poches de résistance allemandes. Pendant le déplacement vers le point de départ, les deux compagnies de soutien sont prises sous un barrage d'artillerie allemand et subissent d'importantes pertes. Les survivants de cette attaque sont complètement désorganisés, et Wilder-Neligan leur envoie immédiatement son adjudant pour les réorganiser, mais ce dernier est accueilli à son tour par les explosions d'obus allemands lors de son arrivée au point de rassemblement. Bien qu'initialement prévue pour faire partie de la troisième phase de l'attaque menée par la brigade, la deuxième compagnie du 12e bataillon se déplace pour éviter le barrage établi par les Allemands. Elle est plus tard rejointe par le 10e bataillon qui vient par l'ouest en se mêlant avec la première vague formée du 11e bataillon afin de limiter les pertes causées par le barrage. Les troupes essuient alors des tirs d'une mitrailleuse positionnée dans un blockhaus ; Wilder-Neligan envoie un de ses pelotons d'assaut pour prendre de flanc l'adversaire. Lorsque le commandant du peloton est tué par les Allemands, les Australiens sont « devenus fous, tuant la majeure partie de la garnison allemande sans faire le moindre prisonnier », selon les affirmations de Wilder-Neligan. Lorsque le premier objectif est atteint, il demande à son bataillon de combler l'écart dans la ligne à droite du 12e bataillon. Dès que les deux compagnies de soutien atteignent le deuxième objectif, Wilder-Neligan leur ordonne de se retrancher, en attendant d'atteindre le troisième objectif. Il distribue ensuite des exemplaires du Daily Mirror et du Daily Mail à ses hommes afin de les distraire un peu. Le troisième objectif est rapidement atteint. Pendant la bataille, l'unité perd 207 hommes ; le lendemain, un journal londonien surnomme Wilder-Neligan « The Eccentric Colonel », pour avoir distribué des journaux à ses hommes en pleine bataille.
Wilder-Neligan part en congé entre le 25 septembre et le 8 octobre 1917. Le lendemain de son retour, le bataillon effectue un raid contre les positions allemandes dans une forêt près de Passendale, dans le cadre de la bataille de Poelcappelle. L'opération s'avère catastrophique, en grande partie à cause du faible soutien fourni par l'artillerie. Sur les 85 soldats impliqués, la plupart sont tués ou blessés,. En novembre, Wilder-Neligan obtient une troisième citation militaire. La recommandation cite son « organisation intelligente, son énergie infatigable, son zèle et sa bravoure exemplaire » entre février et septembre 1917, et salue son leadership durant les opérations de Bullecourt,. Pendant l'hiver 1917-1918, le 10e bataillon se retrouve par roulement en première ligne, puis sur la seconde ligne (en réserve) et enfin dans la zone de repos. Wilder-Neligan se foule la cheville le 11 janvier et quitte son unité pendant une semaine. Le 7 avril, il est honoré d'une quatrième citation militaire,. Il revient dans le 10e bataillon le 20 mai, après avoir commandé temporairement son ancien bataillon à partir du 30 mars, où il participe à une tentative — finalement avortée — de la 3e brigade pour prendre Méteren le 24 avril. Le 30 mai, le 10e bataillon mène une opération réussie pour prendre d'assaut plusieurs postes allemands près de Merris, perdant 64 hommes. Après avoir atteint ses objectifs, le bataillon repousse encore deux contre-attaques allemandes. Wilder-Neligan met au point une sorte d'« innovation » pendant cette opération, en constituant une unité de « fusiliers-grenadiers » composé de cuisiniers et autres personnels provenant du quartier général, qui fournissent un soutien rapproché aux troupes d'assaut. Pour ces actions, le bataillon est félicité par les commandants du corps d'armée, de la division et de la brigade,.
En juin, Wilder-Neligan est fait compagnon de l'ordre de Saint-Michel et Saint-Georges pour ses actions en tant que commandant du 10e bataillon de septembre 1917 à février 1918. Le 28 juin, il est atteint de la grippe mais continue de mener ses hommes au front. Désigné pour mener un raid d'infiltration (surnommé Peaceful penetration) à Merris, où le 10e bataillon tient la ligne de front, Wilder-Neligan et sa compagnie parviennent à neutraliser quelques postes avancés allemands. Il renforce leur position initiale en ordonnant à deux compagnies de poursuivre leur progression, tout en ayant à disposition les compagnies de soutien et de réserve, qui couvrent l'avancée de Wilder-Neligan et ses hommes par des tirs de mortiers de tranchée et de grenades à fusil. La coordination étroite de Wilder-Neligan avec l'artillerie, dont les tirs forment un barrage derrière les postes allemands, aide le bataillon à avancer encore plus loin. À la fin de la journée, le 10e bataillon a conquis 460 mètres de la ligne allemande. Ils capturent 35 prisonniers et saisissent six mitrailleuses et deux Minenwerfer, pour une perte d'environ une cinquantaine d'hommes. Sa tâche accomplie, Wilder-Neligan tombe malade et est déclaré inapte, alors que le bataillon reçoit les félicitations des commandants de l'armée et du corps d'armée,.

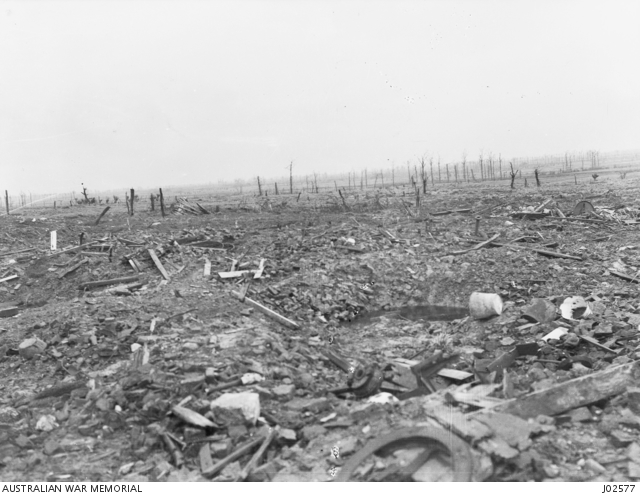
Les restes du village de Merris, pris par le 10e bataillon durant la nuit du 29 juillet 1918.

Il reprend ses fonctions le 7 juillet. Le 22 et le 23 juillet, le 10e bataillon est de retour sur la ligne de front en face de Merris. Wilder-Neligan et ses hommes mènent plusieurs fortes patrouilles sur les flancs dans le but d'encercler le village. Ils pensent à ce moment avoir réussi à prendre Merris lorsqu'ils reçoivent un tir de barrage allemand sur la ligne d'avant-poste du bataillon. Le nouveau commandant divisionnaire, le major-général William Glasgow, est tenu au courant de l'opération dirigée par Wilder-Neligan et, comme ce dernier ne peut pas garantir la communication avec ses patrouilles à cause de ce barrage, Glasgow ordonne au 10e bataillon de se retirer. Dans son rapport, Wilder-Neligan affirme qu'entre 60 et 70 Allemands sont tués et quatre autres faits prisonniers, pour une perte de deux morts et sept blessés. Quant à la réussite de cette opération, il indique que « l'obéissance à l'ordre de retraite du commandant divisionnaire n'en a aucunement limité le succès, ».

Une semaine plus tard, l'occasion lui est donné de prouver la crédibilité de son plan lors de la prise de Merris. Dans la nuit du 29 juillet, il envoie deux compagnies composées d'environ 180 hommes sur les lignes d'attaque convergentes du nord-est et du sud-ouest du village. Après une heure de tirs de préparation soigneusement coordonnés entre l'artillerie, les mitrailleuses et les mortiers, il envoie un peloton dans le village dévasté afin de « balayer » toute résistance allemande. L'opération est un succès ; Wilder-Neligan et ses hommes capturent 188 Allemands et déplorent la perte de 31 blessés et 4 tués,. Hill affirme que la prise de Merris est « peut-être la plus grande réussite [de Wilder-Neligan] durant toute sa carrière militaire ». L'inspecteur général de la formation du Corps expéditionnaire britannique décrit la prise de Merris comme « la meilleure démonstration jamais réalisée par un bataillon en France, ». Wilder-Neligan obtient une barrette à son ordre du Service distingué pour cette « opération novatrice et audacieuse ». La citation se lit comme suit, : 
« For conspicuous gallantry during a night attack on a village. Owing to his skill and courage, the plan of enveloping the village was successfully carried out, resulting in the capture of 200 prisoners and 30 machine guns. The attacking force suffered less than 20 casualties. »
« Pour bravoure remarquable lors d'un assaut nocturne sur un village. Grâce à ses compétences et à son courage, le plan visant à encercler le village est réalisé avec succès, aboutissant à la capture de 200 prisonniers et à la saisie de 30 mitrailleuses. L'unité a subi moins de 20 pertes pendant l'assaut. »
À partir du mois d'août 1918, les troupes australiennes sont engagées dans l'offensive des Cent-Jours, où Wilder-Neligan dirige le 10e bataillon à la bataille d'Amiens. Au cours des combats vers Lihons, le 10 août, il mène son bataillon en soutien rapproché selon une méthode peu conventionnelle. Il se déplace en effet de 230 mètres vers l'avant de la ligne de front de son unité, portant une lampe à signaux sur son dos, qu'il utilise pour transmettre des consignes à ses hommes. Avec cette méthode, il met son bataillon dans une position qui lui permet de soutenir efficacement le 9e bataillon, en déplorant la perte d'un unique soldat. De sa position avancée, il s'aperçoit que le flanc du 9e bataillon est bloqué et envoie sa compagnie la plus puissante pour les aider à prendre la forêt de Crépey,,. Le lendemain, Wilder-Neligan est placé à la tête d'une force composée du 10e et du 12e bataillon pour libérer la commune de Lihons. Malgré une brume épaisse, il connaît parfaitement la situation tactique : il observe des espaces importants entre les positions des troupes d'attaque qui facilitent les contre-attaques allemandes attendues. Il remédie à cela en déployant des troupes supplémentaires pour compléter la ligne de front. Durant les combats du 10 au 14 août, le 10e bataillon subit une perte de 123 morts.
Le 10e bataillon retourne au front le 22 et le 23 août alors que l'avancée des Alliés se poursuit au nord de Proyart. Le bataillon joue un rôle de soutien en protégeant le flanc de la 1re brigade. Wilder-Neligan visite le bataillon voisin qui signale la présence de troupes allemandes dans la forêt voisine limitant la progression du bataillon. Il déploie immédiatement deux compagnies pour « nettoyer » la zone, permettant ainsi la poursuite de la progression,. Le 10e bataillon continue d'avancer vers les avant-postes de la ligne Hindenburg au cours des jours suivants avant d'être relevé pour une courte période de repos. Le 18 septembre, le bataillon entame son dernier combat lors de la prise de cette ligne d'avant-poste qui se trouve au sud du village de Villeret. Durant les combats, les hommes de l'unité atteignent les deuxième et troisième objectifs, puis sont relevés pour une période d'entraînement et de repos. À ce moment-là, le bataillon est réduit à 517 hommes,. Le 10 octobre, Wilder-Neligan reçoit la croix de guerre française, en plus d'une cinquième citation militaire le 8 novembre,. Après l'armistice de 1918, il reste avec son bataillon jusqu'au 1er janvier 1919. Il retourne en Australie en juillet et arrive à Brisbane en septembre de la même année. Pour services rendus durant la guerre, en plus des décorations déjà mentionnées, Wilder-Neligan reçoit la 1914-15 Star, la British War Medal et la Victory Medal.

## Personnalité
La clairvoyance tactique de Wilder-Neligan est très utile pour répondre aux besoins de ses hommes sur le terrain. Selon Hill, il est avant tout un planificateur, le meilleur de l'AIF selon certains. Bean note qu'il est « un esprit agité et aventurier, un officier impétueux et audacieux », mais « libéré de l'insouciance avec laquelle ces qualités sont souvent associées », mais aussi, « un jeune Anglais gai, sauvage, un soldat intelligent, et inévitablement un leader où qu'il soit », et enfin, un « commandant lunatique ».
Il possède des vêtements excentriques et embarrasse souvent ses officiers par son comportement. Un jour, il supervise un défilé militaire et, armé d'un mégaphone, réprimande sans cesse les officiers, causant beaucoup de confusion dans le bon déroulement du défilé. Une autre fois, il a chassé les officiers de la place du défilé pour montrer son mécontentement vis-à-vis de leurs médiocres performances. Il est par ailleurs connu sous les surnoms « Mad Wilder », « Wily Wilder » et « Mad Neligan ». Néanmoins, ses hommes l'admirent et lui font confiance. Il est en outre l'officier le plus décoré ayant commandé le 10e bataillon pendant la Première Guerre mondiale,,.

## Affectation en Nouvelle-Guinée et décès
Conformément à la procédure normale de rapatriement, les services de Wilder-Neligan dans l'AIF prennent fin dès son retour en Australie en octobre 1919. Il participe plus tard à la formation d'un parti politique composé de militaires, période pendant laquelle il parcourt toute l'Australie pour prononcer quelques discours depuis l'arrière d'un camion. Le 1er janvier 1920, il est nommé lieutenant-colonel dans l'Armée de réserve australienne. Vers la fin du mois de mars de l'année suivante, il est transféré avec le grade de lieutenant dans la Force expéditionnaire terrestre et navale australienne, qui occupe alors le territoire de l'ancienne Nouvelle-Guinée allemande. Il ne se rend pas immédiatement en Nouvelle-Guinée, mais s'installe sur la côte nord du Queensland pendant deux mois, puis se rend à Brisbane au début du mois de mai pour recevoir sa croix de guerre du field marshal Sir William Birdwood, ancien commandant de l'AIF, lors de la première visite de ce dernier en Australie. Wilder-Neligan se rend alors en Nouvelle-Guinée plus tard cette année-là pour endosser ses fonctions.

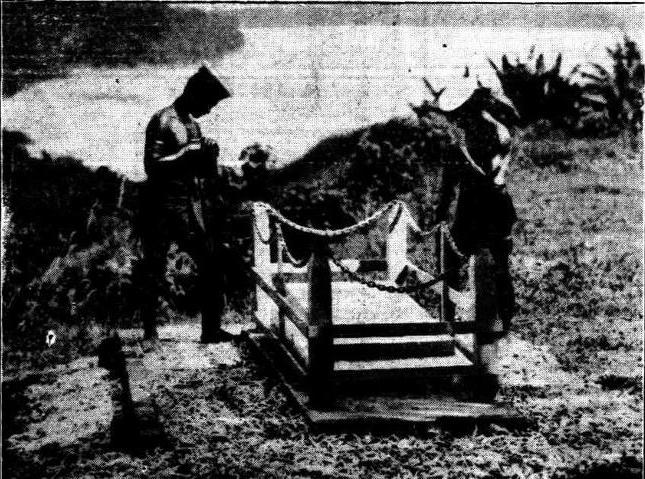
La tombe de Wilder-Neligan sur l'île de Garua, en Nouvelle-Guinée.

Le rôle initial de Wilder-Neligan est celui d'adjoint du district officer de la garnison de Rabaul sur l'île de Nouvelle-Poméranie (rebaptisée plus tard Nouvelle-Bretagne). En mai 1921, lorsque l'administration militaire de l'ancienne colonie allemande est transférée à une administration civile australienne mandatée par la Société des Nations, il est muté à l'administration du nouveau territoire de Nouvelle-Guinée en tant que district officer pour Talasea, dans l'Ouest de la Nouvelle-Bretagne. Au début du mois de janvier 1923, l'administrateur principal, Evan Wisdom, le convoque à Rabaul pour répondre aux allégations de faute professionnelle financière qui lui sont faites par un ancien planteur allemand. Ses collègues pensent à ce moment qu'il a démissionné pour vivre à Rabaul. Il prévoit de se reposer quelques jours au village d'Ekerapi avant de poursuivre son périple, mais il meurt subitement durant la nuit du 9 au 10 janvier 1923. Sa femme et sa fille lui survivant, il meurt ab intestat avec ses dettes.
Une enquête est menée par l'agent intérimaire du district de Talasea, qui ne parvient pas à trouver la cause exacte du décès, concluant juste qu'il n'y a pas eu de circonstances suspectes. On croit alors qu'il est mort des complications de ses blessures de guerre. Les hommes du 10e bataillon du club de l'AIF contactent sa veuve pour demander que sa dépouille soit enterrée dans le cimetière de l'AIF à Adélaïde, en Australie-Méridionale, mais cette dernière refuse, préférant que son mari soit enterré sur l'île Garua en Nouvelle-Guinée,. Le 23 avril 1927, une photographie de la tombe de Wilder-Neligan est publiée à la une du journal The Mail d'Adélaïde, accompagnée d'un résumé de ses exploits de guerre.